# Clinus agilis
Clinus agilis es una especie de pez del género Clinus, familia Clinidae. Fue descrita científicamente por Smith en 1931.
Se distribuye por el Atlántico Sudeste: Namibia y Sudáfrica. La longitud total (TL) es de 10 centímetros. Habita en estuarios.
Está clasificada como una especie marina inofensiva para el ser humano.

## Distribución
Este pez se encuentra desde Lüderitz hasta Port Alfred. Es común al oeste de Cape Point y en los lechos de algas del estuario de Knysna. Se encuentra en las pozas rocosas de Sea Point y en varios lugares de False Bay, sobre todo en grandes cantidades en el puerto de Simon's Town.